# Обстрел Лисичанска 3 февраля 2024 года
3 февраля 2024 года в 14:20 Лисичанск, оккупированный Россией в ходе вторжения на Украину, подвергся обстрелу. В результате обстрела погибли министр чрезвычайных ситуаций аннексированной Россией ЛНР Алексей Потелещенко и два депутата местной оккупационной администрации. Россия заявила о гибели 28 человек. В российских СМИ данное событие описывалось как «удар по пекарне в Лисичанске».

## Обстоятельства
Под обстрел попали ресторан «Адриатик», в котором, как заявил глава ЛНР Леонид Пасечник, что погибший министр МЧС ЛНР Алексей Потелещенко отмечал день рождения, а также пекарня. По утверждениям местных жителей и журналистов, отмечать могли день рождения местного «депутата» Ивана Жушмы.
МЧС России заявило, что в результате обстрела погибли 28 человек (18 мужчин, 9 женщин и один ребёнок), и что 10 человек были спасены и извлечены из-под завалов. Русская служба BBC не смогла подтвердить информацию о числе погибших. По информации Управления верховного комиссара ООН по правам человека, погибли как минимум 10 гражданских лиц (5 женщин и 5 мужчин), были ранены три женщины.
Лисичанская городская военная администрация и украинский журналист Денис Казанский заявили, что ресторан «Адриатик» использовался членами оккупационной администрации в том числе в служебных целях для проведения совещаний российскими чиновниками. Также Казанский заявил, что среди погибших были самопровозглашённые прокуроры. Российская пропагандистка Анастасия Кашеварова заявила, что в ресторане помимо «министра» было много силовиков. Казанский также заявил, что в российских Телеграм-каналах из-за удара начали призывать коллаборантов и членов оккупационных администраций не собираться большими группами, «чтобы всех вместе не убило одной ракетой», что противоречит утверждениям о том, что в ресторане были гражданские.
Украинские СМИ сообщили, что погиб владелец заведения, работавший в «налоговой» при российской оккупационной администрации.
Подконтрольный России Луганский информационный центр сообщил, что ВСУ нанесли удар ракетами HIMARS. Заявления о применении HIMARS также сделали Представитель МИД РФ Мария Захарова и Следственный комитет РФ. Русская служба BBC не нашла оснований данному утверждению и не смогла его подтвердить.

## Оценки
Специальный корреспондент BBC Илья Барабанов отметил, что к 5 февраля имеющаяся информация противоречила первоначальным заявлениям в российской пропаганде о неизбирательном ударе по гражданским, а российские военные и чиновники оккупационных администраций продолжают на втором году полномасштабной войны собираться большими группами вблизи фронта несмотря на то, что украинские войска уже неоднократно поражали подобные скопления установками HIMARS.
Согласно оценкам Управления верховного комиссара ООН по правам человека, в соответствии с международным гуманитарным правом занятие гражданской должности в оккупационной администрации само по себе не делает человека законной военной целью.

## Реакция

### Россия
Российская сторона назвала удар по «террористическим актом». Представитель МИД РФ Мария Захарова заявила, что ВСУ специально атаковали объект, зная, что «горожане, в том числе люди старшего возраста и дети, приходят сюда за хлебобулочными изделиями», однако новостная служба BBC не смогла подтвердить это утверждение. Аналогичное утверждение сделал Леонид Пасечник. Захарова также заявила, что Москва ожидает от международных организаций «скорейшего безоговорочного осуждения» этого обстрела.
4 февраля 2024 года в ЛНР в связи с ударом был объявлен траур.

### Украина
4 февраля Генштаб Вооружённых сил Украины отказался комментировать удар службе BBC. Советник мэра Мариуполя Пётр Андрющенко заявил, что в действительности пекарня не пострадала, хоть и находилась рядом с рестораном.

### ООН
6 февраля по запросу РФ в связи с ударом по Лисичанску состоялось заседание Совета Безопасности ООН.